# Club Brugge KV

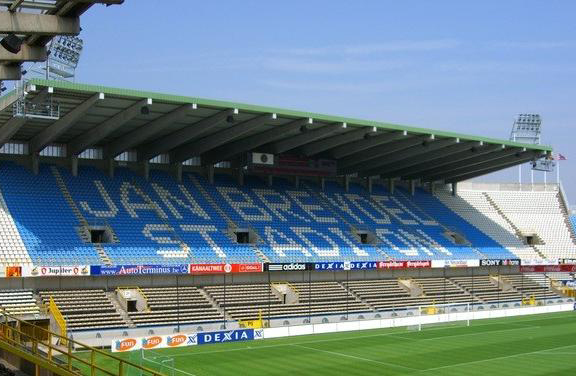
Jan Breydel Stadion

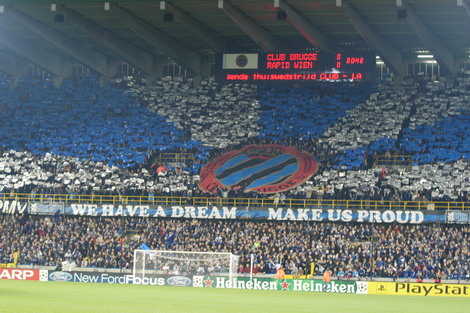
A szurkolók az SK Rapid Wien elleni BL-mérkőzésen, 2005-ben

A Club Brugge KV, teljes nevén Club Brugge Koninklijke Voetbalvereniging belga labdarúgócsapat. A klubot 1891-ben alapították, székhelye Bruggében van. Jelenleg az első osztályban szerepel. A csapat a Jan Breydel Stadionban játszik, melyen a városi rivális Cercle Brugge KSV-vel osztoznak.
A Brugge az egyetlen belga csapat, amely bejutott a BEK döntőjébe. 1978-ban sikerült eljutniuk a fináléba, ahol a Liverpooltól szenvedtek vereséget. A 2022–2023-as Bajnokok Ligája szezonban történetük során először jutottak be a nyolcaddöntőbe.

## Sikerek
Jupiler League
- Bajnok (19): 1919–20, 1972–73, 1975–76, 1976–77, 1977–78, 1979–80, 1987–88, 1989–90, 1991–92, 1995–96, 1997–98, 2002–03, 2004–05, 2015–16, 2017–18, 2019–20, 2020–21, 2021–22, 2023–24
- Ezüstérmes (23): 1898–99, 1899–1900, 1905–06, 1909–10, 1910–11, 1966–67, 1967–68, 1969–70, 1970–71, 1971–72, 1984–85, 1985–86, 1993–94, 1996–97, 1998–99, 1999–2000, 2000–01, 2001–02, 2003–04, 2011–12, 2014–15, 2016–17, 2018–19

Belga Kupa
- Győztes (12): 1967–68, 1969–70, 1976–77, 1985–86, 1990–91, 1994–95, 1995–96, 2001–02, 2003–04, 2006–07, 2014–15, 2024–25
- Döntős (8): 1913–14, 1978–79, 1982–83, 1993–94, 1997–98, 2004–05, 2015–16, 2019–20

Belga Szuperkupa
- Győztes (18): 1980, 1986, 1988, 1990, 1991, 1992, 1994, 1996, 1998, 2002, 2003, 2004, 2005, 2016, 2018, 2021, 2022, 2025
- Döntős (4): 1995, 2007, 2015, 2024

Bajnokcsapatok Európa-kupája – BEK
- Döntős (1): 1977–78

UEFA-kupa
- Döntős (1): 1975–76
- Elődöntős (1): 1987–88

Kupagyőztesek Európa-kupája – KEK
- Elődöntős (1): 1991–92

Kirin-kupa
- Győztes (1): 1981

Amsterdam Tournament
- Győztes (1): 1990

## Nemzetközi mérkőzések
2008. decembere szerint.
| Kupa                 | R  | M   | Gy | D  | V  | RG  | KG  |
| -------------------- | -- | --- | -- | -- | -- | --- | --- |
| UEFA-bajnokok ligája | 14 | 77  | 32 | 16 | 29 | 106 | 93  |
| KEK                  | 6  | 28  | 15 | 3  | 10 | 41  | 33  |
| UEFA-kupa            | 21 | 110 | 50 | 22 | 38 | 198 | 144 |

## Keret

### Jelenlegi keret
2025. július 24-i állapot szerint.
| #  |     | Poszt | Név                 |
| -- | --- | ----- | ------------------- |
| 2  | ARG | V     | Zaid Romero         |
| 4  | ECU | V     | Joel Ordóñez        |
| 6  | NED | KP    | Ludovit Reis        |
| 7  | GER | CS    | Nicolò Tresoldi     |
| 8  | GRE | CS    | Hrísztosz Dzólisz   |
| 9  | POR | CS    | Carlos Forbs        |
| 10 | NOR | KP    | Hugo Vetlesen       |
| 11 | BEL | KP    | Cisse Sandra        |
| 14 | NED | V     | Bjorn Meijer        |
| 15 | NGA | KP    | Raphael Onyedika    |
| 16 | NED | K     | Dani van den Heuvel |
| 17 | BEL | CS    | Romeo Vermant       |
| 19 | SWE | CS    | Gustaf Nilsson      |
| 20 | BEL | KP    | Hans Vanaken ()     |
| 21 | POL | CS    | Michał Skóraś       |

| #  |     | Poszt | Név                     |
| -- | --- | ----- | ----------------------- |
| 22 | BEL | K     | Simon Mignolet          |
| 24 | NGA | V     | Vince Osuji             |
| 25 | SRB | KP    | Aleksandar Stanković    |
| 29 | BEL | K     | Nordin Jackers          |
| 30 | SUI | KP    | Ardon Jashari           |
| 41 | BEL | V     | Hugo Siquet             |
| 44 | BEL | V     | Brandon Mechele         |
| 58 | BEL | V     | Jorne Spileers          |
| 64 | BEL | V     | Kyriani Sabbe           |
| 65 | BEL | V     | Joaquin Seys            |
| 66 | CIV | V     | Bi Abdoul Kader Yameogo |
| 70 | ESP | KP    | Alejandro Granados      |
| 84 | RSA | CS    | Shandre Campbell        |
| 87 | BEL | CS    | Kaye Furo               |
|    | ENG | K     | Josef Bursik            |

### Visszavonultatott mezszámok
| #  |     | Poszt | Név                                                                                              |
| -- | --- | ----- | ------------------------------------------------------------------------------------------------ |
| 23 | BEL | CS    | François Sterchele (Posztumusz; Stecherle egyszemélyes autóbalesetben halt meg 2008. május 8-án) |

2003 júliusában a klub a 12-es számú mezt fenntartotta támogatóinak (a 12. játékos).

## Ismertebb játékosok
| - Eric Addo - Daniel Amokachi - Darko Anić - Kurt Axelsson - Boško Balaban - Bálint László - Fons Bastijns - Fernand Boone - Vital Borkelmans - Hugo Broos - Kenneth Brylle Larsen - Tomislav Butina - Pierre Carteus - Nastja Čeh - Jan Ceulemans - Ray Clarke - Philippe Clement - Julien Cools - Paul Courant - Tomas Danilevičius - Roger Davies - Éric Deflandre - Marc Degryse - Disztl László - Tomasz Dziubinski - René Eijkelkamp - Nader El-Sayed - Elos Elonga-Ekakia - Gaëtan Englebert - Khalilou Fadiga - Frank Farina |  | - Zoran Filipović - Ruud Geels - Peter Houtman - Henk Houwaart - Aleksandar Ilić - Manasseh Ishiaku - Čedomir Janevski - Edgaras Jankauskas - Nordin Jbari - Birger Jensen - Eduard Krieger - Kű Lajos - Raoul "Lotte" Lambert - Rune Lange - Ulrik le Fevre - Georges Leekens - Milan Lesnjak - Magyar István - Tew Mamadou - Walter Meeuws - Andrés Mendoza - Dejan Nemec - Anders Nielsen - Peter Nilsson - Hervé Nzelo-Lembi - Paul Okon - Anton Ondruš - Jean-Pierre Papin - Pascal Plovie - Javier Portillo - Brian Priske |  | - Wilfried Puis - Alex Querter - Pascal Renier - Robbie Rensenbrink - Nico Rijnders - Ronny Rosenthal - David Rozehnal - Rolf Rüssmann - Bengt Sæternes - Szerhij Szerebrennyikov - Josip Šimić - Timmy Simons - Jan Sørensen - Robert Špehar - Ronald Spelbos - Marek Špilár - Lorenzo Staelens - Mario Stanić - François Sterchele - Alin Stoica - Antoni Szymanowski - Johny Thio - Joos Valgaeren - Franky Van Der Elst - Roger Van Gool - René Vandereycken - Gert Verheyen - Dany Verlinden - Sven Vermant |

## Vezetőedzők
| - Hector Goetinck (1930–1933) - Gerard Delbeke (1933–1934 és 1939–1945) - Arthur Volckaert (1934–1936) - Karl Schrenk (1936–1938) - Robert De Veen (1938–1939) - Louis Versyp (1945–1950) - William Kennedy (1950–1951) - Félix Schavy (1951–1957) - Norberto Höfling (1957–1963 és 1967–1968) - Schwanner János (1963) - Henri Dekens (1963–1965) - Ludwig Dupal (1965–1967) - Milorad Pavić (1967–1969) - Frans de Munck (1969–1971) - Leo Canjels (1971–1973) - Jaak De Wit (1973–1974) - Ernst Happel (1974–1978) - Béres András (1978–1979) - Mathieu Bollen (1979) - Han Grijzenhout (1979–1980) - Gilbert Gress (1980–1981) - Antoine Kohn (1981) - Henri Coppens (1981–1982) |  | - Raymond Mertens (1981–1982) - Georg Keßler (1982–1984) - Henk Houwaert (1984–1989) - Georges Leekens (1989–1991) - Hugo Broos (1991–1997) - Eric Gerets (1997–1999) - René Verheyen (1999–2000) - Trond Sollied (2000–2005) - Jan Ceulemans (2005–2006) - Emilio Ferrera (2006–2007) - Čedomir Janevski (2007) - Jacky Mathijssen (2007–2009) - Adrie Koster (2009–2011) - Rudy Verkempinck (2011) - Christoph Daum (2011–2012) - Georges Leekens (2012) - Juan Carlos Garrido (2012–2013) - Michel Preud’homme (2013–2017) - Ivan Leko (2017–2019) - Philippe Clement (2019–2022. januári 3.) - Alfred Schreuder (2022. januári 3. – 2022. május 12.) - Carl Hoefkens (2022. július 1. – 2022. december 27.) - Scott Parker (2022. december 31. – 2023) - Ronny Deila (2023–2024) - Nicky Hayen (2024–) |

## Elnökök
- Philippe Delescluze (1891-1900)
- Albert Seligmann (1900-1902)
- Alfons De Meulemeester (1903-1914)
- Albert Dyserynck (1919-1931)
- Fernand Hanssens (1932-1937)
- Emile De Clerck (1937-1959)
- André De Clerck (1959-1973)
- Fernand De Cleck (1973-1999)
- Michel Van Maele (1999-2003)
- Dr. Michel D'Hooghe (2003-2009)
- Pol Jonckheere (2009-2011)
- Bart Verhaeghe  (2011-)

## Külső hivatkozások
- Hivatalos weboldal (hollandul) / (franciául) / (angolul)
- Szurkolói szövetség (hollandul)
- Blue Army - szurkolói csoport (hollandul)
- Club Brügge KV XtraTime rajongói oldal (angolul)
- Az UEFA.comon (angolul)
- A Weltfussball.de oldalán
- A Transfermarkt.de oldalán